# Malaysia ved vinter-OL 2018
Malaysia deltager i vinter-OL 2018 i Pyeongchang, Sydkorea i perioden 9. – 25. februar 2018.

## Deltagere
Følgende atleter vil deltage i nedennævnte sportsgrene: 
| Sportsgren     | Herrer | Damer | Total |
| -------------- | ------ | ----- | ----- |
| Alpint skiløb  | 1      | 0     | 1     |
| Kunstskøjteløb | 1      | 0     | 1     |
| Total          | 2      | 0     | 2     |

## Medaljer
| 2018 Pyeongchang | Guld | Sølv | Bronze | Total |
| Malaysia         | 0    | 0    | 0      | 0     |